# Новые Антропы
 Новые Антропы  — деревня в Шабалинском районе Кировской области. Входит в состав Гостовского сельского поселения.

## География
Расположена на расстоянии примерно 16 км по прямой на запад-северо-запад от райцентра поселка Ленинского.

## История
Известна с 1891 года как починок  Ключевский (Новые Нутрецы), где в 1905 было отмечено дворов 19 и жителей 162, в 1926 (Новые Антропы или выселок Нов. Нутрецы) 29 и 177, в 1950 (Новые Антропы) 26 и 81, в 1989 3 жителя.

## Население
Постоянное население составляло 4 человека (русские 100%) в 2002 году, 2 в 2010.